# Paul Sorvino
Paul Sorvino (født 13. april 1939 –  død 25. juli 2022) var en amerikansk filmskuespiller, der nok er mest kendt for sin rolle som Paulie Cicero i Goodfellas.